# 納拉揚
納拉揚是尼泊爾的城鎮，位於該國中西部，由格爾納利省負責管轄，處於連接比蘭德拉納加爾和尼泊爾根傑的公路中途，海拔高度1,400米，2011年人口21,110。

## 外部連結
- UN map  of the municipalities of Dailekh District （页面存档备份，存于）

28°50′43″N 81°42′50″E / 28.84528°N 81.71389°E